# Тертл-Лейк (округ Волворт, Вісконсин)
Тертл-Лейк (англ. Turtle Lake) — переписна місцевість (CDP) в США, в окрузі Волворт штату Вісконсин. Населення — 348 осіб (2020).

## Географія
Тертл-Лейк розташований за координатами 42°43′46″ пн. ш. 88°41′3″ зх. д. / 42.72944° пн. ш. 88.68417° зх. д. (42.729361, -88.684064).  За даними Бюро перепису населення США в 2010 році переписна місцевість мала площу 2,80 км², з яких 2,19 км² — суходіл та 0,61 км² — водойми.

## Демографія
Згідно з переписом 2010 року, у переписній місцевості мешкали 343 особи в 144 домогосподарствах у складі 85 родин. Густота населення становила 123 особи/км².  Було 225 помешкань (80/км²).
Расовий склад населення:
| - 90,1 % — білих - 1,7 % — чорних або афроамериканців - 0,3 % — корінних американців - 7,6 % — осіб інших рас |

До двох чи більше рас належало 0,3 %. Частка іспаномовних становила 14,3 % від усіх жителів.
За віковим діапазоном населення розподілялося таким чином: 22,2 % — особи молодші 18 років, 64,4 % — особи у віці 18—64 років, 13,4 % — особи у віці 65 років та старші. Медіана віку мешканця становила 46,8 року. На 100 осіб жіночої статі у переписній місцевості припадало 107,9 чоловіків;  на 100 жінок у віці від 18 років та старших — 103,8 чоловіків також старших 18 років.
Середній дохід на одне домашнє господарство  становив 70 419 доларів США (медіана — 56 607), а середній дохід на одну сім'ю — 93 259 доларів (медіана — 79 250). Медіана доходів становила 66 607 доларів для чоловіків та 38 750 доларів для жінок. За межею бідності перебувало 3,4 % осіб, у тому числі 0,0 % дітей у віці до 18 років та 0,0 % осіб у віці 65 років та старших.
Цивільне працевлаштоване населення становило 160 осіб. Основні галузі зайнятості: освіта, охорона здоров'я та соціальна допомога — 25,6 %, виробництво — 18,8 %, будівництво — 16,3 %.